# Chiến dịch Mặt Trời

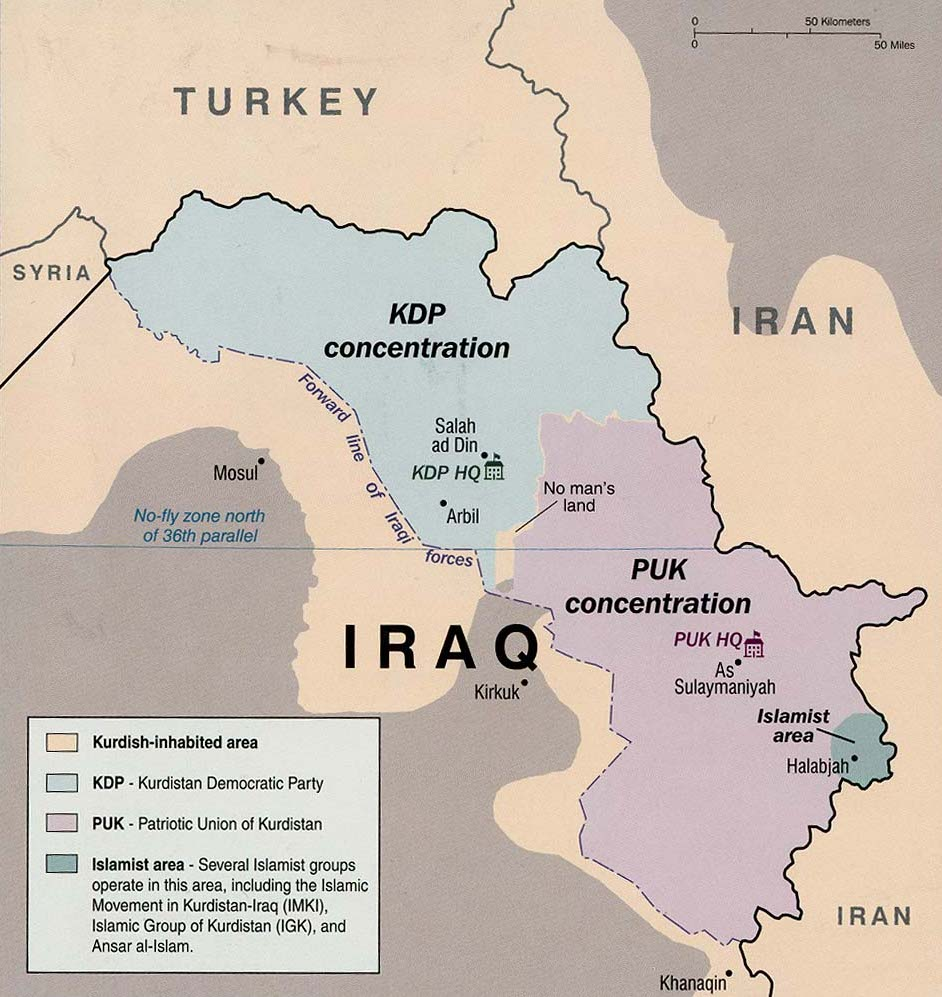
Bản đồ Kurdistan của Iraq

Chiến dịch Mặt Trời (tiếng Thổ Nhĩ Kỳ: Güneş Harekâtı) là tên mã của cuộc xâm nhập khi nó bắt đầu từ ngày 21 tháng 2 năm 2008 của Lực lượng Vũ trang Thổ Nhĩ Kỳ vào bắc Iraq để đánh Đảng Lao động Kurd (PKK). Ở trước cuộc hành quân trên bộ này, Lực lượng Không quân Thổ Nhĩ Kỳ đã tiến hành oanh kích các lều trại của PKK ở phía Bắc Iraq từ ngày 16 tháng 12 năm 2007. Cuộc tấn công vượt biên giới này là cuộc hành quân trên bộ lần đầu tiên được xác nhận của quân đội Thổ Nhĩ Kỳ ở Iraq kể từ khi Hoa Kỳ cầm đầu cuộc xâm lăng Iraq lật đổ Saddam Hussein vào năm 2003.
Một nguồn tin quân sự cao cấp của Thổ Nhĩ Kỳ cho biết có 2 lữ đoàn (khoảng 8.000 binh sĩ) quân Thổ Nhĩ Kỳ tham gia chiến dịch, trong khi một nguồn tin khác từ Bagdad cho rằng chỉ có vài trăm quân Thổ Nhĩ Kỳ tham chiến.
PKK bị đặt ra ngoài vòng pháp luật và đã dần dần bị đánh bật khỏi Thổ Nhĩ Kỳ. Chính quyền Ankara nói rằng khoảng 4.000 tay súng PKK đang đóng tại vùng núi non hẻo lánh ở bắc Iraq và dùng nơi này làm bàn đạp để xâm nhập tấn công Thổ Nhĩ Kỳ nhằm gây áp lực đòi thành lập một vùng tự trị của người Kurd ở phía Đông Nam quốc gia này.
Ankara, dưới áp lực ngày càng tăng trong nước, đã mở cuộc hành quân sau khi cáo buộc nhà chức trách Iraq từ nhiều năm nay đã không dẹp trừ được các phiến quân. Các quan chức Thổ Nhĩ Kỳ đã nhấn mạnh rằng cuộc tấn công sẽ chỉ có giới hạn.
Cuộc chiến giữa quân chính phủ Thổ Nhĩ Kỳ và lực lượng vũ trang của PKK đã kéo dài từ năm 1984 và làm thiệt mạng hơn 37.000 người.

## Ném bom
Kể từ tháng 10 năm 2007, quân đội Thổ đã đưa hàng chục ngàn binh sĩ đến vùng biên giới với Iraq và đã mở ra một số cuộc không tập vào mục tiêu phiến quân kể từ ngày 16 tháng 12 2007.

## Chuẩn bị
Ngoại Trưởng Iraq, ông Hoshyar Zebari, bác bỏ nguồn tin cho rằng có cuộc hành quân lớn của quân Thổ Nhĩ Kỳ nhưng xác nhận có các cuộc pháo kích và không tập.
Tổng thống Abdullah Gül của Thổ Nhĩ Kỳ đã thông báo với Tổng thống Iraq Jalal Talabani về cuộc tấn công này bằng điện thoại vào tối thứ Năm, 21 tháng 2.
Quân đội Hoa Kỳ ở Iraq cho hay cuộc hành quân của Thổ Nhĩ Kỳ có tính cách giới hạn và nhắm vào mục tiêu rõ rệt là thành phần khủng bố PKK.

## Thổ Nhĩ Kỳ hành quân lớn vào Iraq
Binh sĩ Thổ Nhĩ Kỳ đã tiến vào vùng bắc Iraq vào thứ Sáu 22 tháng 2 để săn lùng thành phần phiến quân người Kurd sau khi các phi cơ phản lực chiến đấu oanh tạc vị trí của phiến quân.
Nguồn tin này không nói rõ về mức độ lớn lao của cuộc hành quân nhưng một đài truyền hình Thổ Nhĩ Kỳ cho hay khoảng 10.000 binh sĩ đã tiến sâu 10 cây số vào vùng tự trị của người thiểu số Kurd trong vùng bắc Iraq.
Đây là cuộc hành quân bộ binh thứ nhì vào vùng bắc Iraq được quân đội Thổ xác nhận kể từ tháng 10 năm 2007 khi chính quyền được sự chấp thuận của nghị viện để tấn công vào Iraq hầu tiêu diệt các phiến quân thuộc đảng Lao động Kurd (PKK).
Cuộc hành quân khai diễn vào chiều tối ngày thứ Năm 21 tháng 2, khi các chiến xa vượt qua lằn ranh biên giới ở trong vùng đồi núi với nhiệt độ Mùa Đông xuống dưới 0 độ.
Quân đội Thổ nói rằng lực lượng bộ binh tiến vào tiếp theo tám tiếng xạ kích bởi phi cơ và pháo binh nhắm vào các đồn trại của PKK dọc theo biên giới hôm Thứ Năm.
Nguồn tin này cho biết các binh sĩ Thổ Nhĩ Kỳ sẽ rút lui "sau khi đạt được mục tiêu là vô hiệu hóa các phần tử khủng bố và phá hủy hạ tầng cơ sở của chúng."
Tại Bruxelles, Ủy ban châu Âu kêu gọi Thổ Nhĩ Kỳ hãy tự chế trong hành động quân sự của mình và cho biết đang theo dõi rất sát tình hình ở bắc Iraq.

## Hàng chục người chết
Quân đội Thổ Nhĩ Kỳ tiếp tục cuộc hành quân sang đến ngày thứ ba tính đến hôm Thứ Bảy 23 tháng 2 trong lúc chính phủ Ankara nói có hàng chục phiến quân bị giết và có ít nhất năm binh sĩ Thổ đã thiệt mạng.
Trong khi giới chức quân sự Thổ Nhĩ Kỳ tuyên bố rằng cuộc hành quân này đã tạo ra sự hốt hoảng trong lực lượng nổi dậy thuộc Đảng Lao động Kurd, nhóm này đã đưa ra lời đe dọa sẽ trả đũa bằng cách tấn công các mục tiêu tại trung tâm thành phố ở Thổ Nhĩ Kỳ.
Ngoại Trưởng Thổ Ali Babacan đã tìm cách xoa dịu những lời phản đối của Iraq và lo ngại của các quốc gia Tây Phương về cuộc hành quân lớn nhất của Thổ vào Iraq từ nhiều năm nay.
"Một cuộc hành quân thắng lợi đang tiếp diễn," ông Babacan tuyên bố với báo chí. "Mục tiêu duy nhất của chúng tôi là tổ chức khủng bố PKK. Thổ Nhĩ Kỳ là quốc gia ủng hộ mạnh mẽ nhất sự toàn vẹn lãnh thổ và đoàn kết chính trị của Iraq."
Có ít nhất 24 tay súng PKK và năm binh sĩ Thổ Nhĩ Kỳ đã chết trong các cuộc đụng độ kể từ tối ngày Thứ Năm đến Thứ Bảy khi các đơn vị Thổ vượt biên giới tấn công vào vùng bắc Iraq sau các cuộc oanh kích và bắn trọng pháo vào mục tiêu PKK kéo dài tám tiếng đồng hồ liên tục.
Trong ba ngày đầu, quân đội Thổ ước lượng có ít nhất 20 phiến quân khác đã chết vì hỏa lực pháo binh và trực thăng võ trang, tuy nhiên con số chính xác sẽ không biết được cho đến khi bộ binh vào đến nơi.
Quân đội Thổ nói rằng cuộc hành quân là một thành công lớn, gây ra sự hốt hoảng bên trong tổ chức PKK, cho rằng phiến quân không ngờ có cuộc tấn công trong lúc tuyết phủ đầy khu vực núi non.
Các cuộc tấn công của Thổ vào vùng bắc Iraq, vốn thường xuyên xảy ra trong thập niên 80 và 90, thường diễn ra vào Mùa Xuân khi tuyết bắt đầu tan và cũng là lúc PKK bắt đầu đưa người xâm nhập từ các căn cứ của họ trong vùng núi non hiểm trở trên phần đất Iraq.
Nguồn tin quân đội Thổ nói rằng thành phần lãnh đạo PKK đã hốt hoảng và tìm cách bỏ chạy về phía Nam.
Dân làng quanh thị trấn Al-Amadiyah, nằm cách biên giới chừng 10 cây số về phía Nam cho hay đã xảy ra nhiều cuộc oanh kích của phi cơ Thổ Nhĩ Kỳ tại đây.
Tổ chức PKK, bị chính quyền Ankara và đa số các quốc gia trong cộng đồng quốc tế liệt vào thành phần khủng bố, kêu gọi Thổ Nhĩ Kỳ hãy ngưng cuộc tấn công. Phát ngôn viên PKK, Ahmed Danis, cho báo chí ngoại quốc hay rằng nếu phía Thổ không đáp ứng thì PKK sẽ "đưa chiến trường vào trung tâm các thành phố ở Thổ Nhĩ Kỳ."

## Trực thăng Thổ Nhĩ Kỳ bị hạ ở Iraq
Theo quân đội Thổ Nhĩ Kỳ, hôm Chủ Nhật 24 tháng 2, một trực thăng của Thổ Nhĩ Kỳ đã bị rớt ở Iraq và tám binh sĩ bị giết chết trong một cuộc hành quân trên bộ vượt qua biên giới.
Loạn quân người Kurd nói họ đã bắn rơi một trực thăng quân sự của Thổ Nhĩ Kỳ gần biên giới giữa Thổ Nhĩ Kỳ và Iraq.
Quân đội Thổ Nhĩ Kỳ nói chiếc trực thăng đã rớt "sát biên giới" và các chuyên viên đã quan sát xác máy bay để xác nhận nguyên nhân máy bay rớt. Không rõ là tám binh sĩ bị báo cáo thiệt mạng có ở trên chiếc trực thăng bị rớt hay không. Những cái chết của họ đưa con số tổn thất của Thổ Nhĩ Kỳ kể từ khi khởi sự cuộc hành quân xâm nhập hôm Thứ Năm lên tới 15 người.
Trong cuộc giao tranh hôm Chủ Nhật 24 tháng 2, 33 loạn quân đã bị giết chết, đưa con số người chết của loạn quân kể từ hôm Thứ Năm lên tới 112 người, quân đội Thổ Nhĩ Kỳ nói.
Thổ Nhĩ Kỳ cho biết các binh sĩ tấn công đã phá hủy những nơi trú ẩn, các trung tâm tiếp vận và đạn dược của loạn quân. Những loạn quân rút lui đang cố trì hoãn cuộc tiến quân bằng cách đặt bẫy dưới các xác chết của các đồng ngũ của họ hoặc gài mìn trên các con đường thoát thân, quân đội nói.
Xác của năm trong số 33 loạn quân bị giết chết hôm Chủ Nhật có đặt bẫy phía dưới, bản tuyên bố của quân đội Thổ Nhĩ Kỳ nói.
Các loạn quân thuộc PKK nói họ đã giết chết 15 binh sĩ Thổ Nhĩ Kỳ. Các báo cáo tin tức của Thổ Nhĩ Kỳ nói trong số các binh sĩ Thổ Nhĩ Kỳ thiệt mạng có cả một thiếu tá lục quân.
Trước đó, cũng trong ngày Chủ Nhật, các phản lực cơ F-16 của Thổ Nhĩ Kỳ đã bay vào miền Bắc Iraq. Các thiết vận xa đã chở các binh sĩ, và bốn khẩu súng tầm xa đã được đặt tại vòng đai của một căn cứ trực thăng nằm trên đỉnh đồi của thị trấn biên giới Cukurca. Ít nhất bốn trực thăng võ trang được đặt tại căn cứ, một trong những trung tâm yểm trợ chính cho cuộc hành quân của Thổ Nhĩ Kỳ.
Quân đội Thổ Nhĩ Kỳ hôm Thứ Bảy đã tấn công những nơi ẩn trốn của loạn quân bằng phản lực cơ chiến đấu, trực thăng võ trang và pháo binh. Những nơi ẩn trốn có đạn dược và chất nổ bên trong, một tuyên bố của quân đội nói.
Thổ Nhĩ Kỳ đã bảo đảm với chính phủ Iraq được Hoa Kỳ ủng hộ rằng cuộc hành quân sẽ bị giới hạn vào những cuộc tấn công nhắm vào loạn quân. Hoa Kỳ và Liên Hiệp Âu Châu coi PKK như một nhóm khủng bố.
Chính phủ của Iraq hôm Thứ Bảy đã chỉ trích cuộc tấn công của Thổ Nhĩ Kỳ, nói rằng sức mạnh quân sự sẽ không giải quyết được vấn đề người Kurd.
"Chúng tôi biết những đe dọa mà Thổ Nhĩ Kỳ đang gặp phải, nhưng các cuộc hành quân sẽ không giải quyết được vấn đề PKK," phát ngôn viên của chính phủ Iraq, ông Ali al-Dabbagh nói.

## Thổ Nhĩ Kỳ bắn hạ thêm nhiều phiến quân Kurd
Hôm Thứ Hai 25 tháng 2, quân đội Thổ Nhĩ Kỳ loan báo đã bắn hạ thêm 41 phiến quân Kurd, nâng tổng số tổn thất của cả hai lên 170 người kể từ khi có cuộc hành quân vào khu vực phía Bắc lãnh thổ Iraq.
Trong khi đó, chính phủ Hoa Kỳ tiếp tục đưa ra lời kêu gọi chính phủ Thổ có hành động tự chế và nhanh chóng rút quân khỏi Iraq.
Trong lúc hàng ngàn người Thổ gốc Kurd biểu tình phản đối cuộc tấn công, các nhà lãnh đạo chính phủ Thổ đã đến tham dự buổi lễ an táng ở thủ đô Ankara của ba sĩ quan thiệt mạng trong các cuộc giao tranh mới đây.
Quân đội Thổ nói rằng cuộc hành quân đánh qua biên giới đã khiến 153 phiến quân cùng 17 binh sĩ Thổ thiệt mạng kể từ ngày Thứ Năm đến Thứ Hai. Lực lượng thuộc PKK cho hay họ hạ sát 81 lính Thổ.
Trong một bản tin phổ biến trên mạng, quân đội Thổ nói rằng có "bốn mươi mốt tên khủng bố đã bị loại ra khỏi vòng chiến trong các cuộc giao tranh suốt ngày nay."
Bản tin cho biết thêm là phía PKK bị thiệt hại nặng nề trong các cuộc cận chiến khi họ tìm cách trốn chạy trước sức tiến của các đơn vị Thổ.
Các phi cơ Thổ Nhĩ Kỳ đã oanh tạc 30 mục tiêu nằm sâu trong lãnh thổ phia bắc Iraq và trực thăng võ trang cùng trọng pháo tiếp tục các cuộc bắn phá mạnh mẽ suốt cả ngày.
Lực lượng võ trang của người Kurd trong vùng tự trị phía bắc Iraq nói rằng các phi cơ Thổ đã thả bom liên tục khu vực quanh thị trấn Hakurk.
Chính phủ Ankara hôm Thứ Hai 25 tháng 2 đã đưa ra các lời bảo đảm rằng họ sẽ rút quân một khi đạt được mục tiêu của mình là đánh bật phiến quân ra khỏi nơi trú ẩn gần biên giới nhưng không cho biết ngày giờ rõ rệt.
Thứ trưởng quốc phòng Thổ, ông Cemil Cicek, tuyên bố sau một cuộc họp nội các ở Ankara rằng: "Những gì chúng tôi muốn đạt được sẽ quyết định thời hạn của cuộc hành quân."
Một phát ngôn viên của Thủ tướng Recep Tayyip Erdogan cho báo chí hay chính phủ Thổ dự trù sẽ gửi một đặc sứ đến Bagdad trong tuần này.
Tại Washington DC, Nhà Trắng cũng bày tỏ sự hy vọng rằng phía Thổ sẽ sớm chấm dứt cuộc hành quân và rút khỏi Iraq.
Có chừng 10.000 người đã tụ tập biểu tình ở Diyarbakir, thành phố chính ở vùng đông đảo người Kurd sinh sống về phía Đông Nam Thổ Nhĩ Kỳ, để lên án việc chính phủ ra lệnh tấn công vào Iraq.
"Tên khủng bố Erdogan, tên đạo đức giả Erdogan," những người này hô khẩu hiệu khi biểu tình.
Hôm Thứ Hai, quân đội Thổ cũng công bố những hình ảnh mới về cuộc tấn công, cho thấy các binh sĩ lên trực thăng vận tải có trực thăng võ trang loại Rắn Hổ Mang hộ tống bay vào chiến trường.

## Iraq lên án và yêu cầu Thổ Nhĩ Kỳ rút quân
Vào Thứ Ba 26 tháng 2, Iraq đã lên án bằng những lời lẽ mạnh mẽ nhất vụ xâm nhập của Thổ Nhĩ Kỳ vào miền bắc Iraq để tấn công các du kích người Kurd và đòi hỏi chấm dứt ngay điều mà Iraq gọi là một sự vi phạm chủ quyền của Iraq.
"Nội các đã bày tỏ sự phản đối và lên án vụ can thiệp bằng quân sự của Thổ Nhĩ Kỳ, bị coi như một vi phạm chủ quyền của Iraq," chính phủ Iraq nói trong một bản tuyên bố được phát ngôn viên Ali al-Dabbagh loan báo.
"Nội các nhấn mạnh rằng hành động quân sự đơn phương không thể chấp nhận được và đe dọa những liên hệ tốt đẹp giữa hai lân bang."
Các binh sĩ Thổ Nhĩ Kỳ, được sự yểm trợ của máy bay và pháo binh, đã đánh cận chiến với các du kích người Kurd khi họ tấn công các căn cứ của PKK.
"Thổ Nhĩ Kỳ đang ở trong một cuộc chiến chính đáng chống lại một tổ chức khủng bố đã thách thức nền hòa bình và an ninh của Thổ Nhĩ Kỳ," Thủ tướng Tayyip Erdogan của Thổ Nhĩ Kỳ nói với đảng AK của ông tại nghị viện.
"Thổ Nhĩ Kỳ có quyền bảo vệ sự thống nhất của mình và chống lại những kẻ cố tình phá hoại sự thống nhất đó," ông nói, và thêm rằng Thổ Nhĩ Kỳ tôn trọng sự toàn vẹn lãnh thổ của Iraq và đã nhận được sự hợp tác về tình báo từ phía Hoa Kỳ.
Bộ Tổng Tham mưu của Thổ Nhĩ Kỳ hôm Thứ Ba nói có thêm hai binh sĩ Thổ Nhĩ Kỳ nữa bị thiệt mạng, đưa tổng số lên tới 19 người. Thổ Nhĩ Kỳ nói ít nhất 153 chiến binh PKK đã bị giết chết. PKK nói 81 binh sĩ Thổ Nhĩ Kỳ đã bị giết chết nhưng điều này không thể kiểm chứng được.
Một viên chức quan sự cao cấp trong liên minh do Hoa Kỳ cầm đầu ở Iraq nói khoảng 2.000 binh sĩ Thổ Nhĩ Kỳ đang hành quân ở miền bắc Iraq. Các viên chức Thổ Nhĩ Kỳ đã đặt con số ở mức 10.000.
Một nguồn tin an ninh của Thổ Nhĩ Kỳ nói hầu hết các binh sĩ Thổ Nhĩ Kỳ ở bên trong Iraq đều liên hệ tới một cuộc tấn công nhắm vào một trung tâm chỉ huy then chốt của PKK ở thung lũng Zap sau khi chiếm quyền kiểm soát trại Haftanin của PKK khoảng 5 km bên trong biên giới Iraq.
Giao tranh đã tập trung trên một ngọn đồi chiến lược kiểm soát lối vào thung lũng, nguồn tin trên nói.
Các nguồn tin an ninh khác của Thổ Nhĩ Kỳ nói quân đội đang cố phá hủy những căn cứ của PKK trên khắp miền Bắc Iraq để ngăn ngừa một cuộc tấn công Mùa Xuân của PKK bên trong Thổ Nhĩ Kỳ.
Họ nói hàng trăm biệt kích Thổ Nhĩ Kỳ đang cầm đầu trận đánh, nhắm vào giới lãnh đạo của PKK, và các binh sĩ đã tiến xa tới 30 km bên trong Iraq.

## Thổ tiếp tục hành quân lùng PKK
Thứ Tư 27 tháng 2, các giới chức quân sự cho biết quân đội Thổ đã bắn hạ 77 phiến quân người Kurd trong các cuộc đụng độ suốt đêm ở vùng bắc Iraq. Phía Thổ Nhĩ Kỳ có năm binh sĩ tử thương trong các cuộc giao tranh này.
Trong khi đó, có hơn 40 xe vận tải quân sự tiếp tục đưa lính đến vùng biên giới Iraq hôm Thứ Tư, một ngày sau khi mưa tuyết làm chậm bước tiến của cuộc hành quân nhằm tiêu diệt thành phần nổi dậy người thiểu số Kurd.
Các phi cơ F-16 và trực thăng cũng được nhìn thấy bay ngang qua thị trấn Cukurca ở sát biên giới để hướng về Iraq.
Con số tổn thất của phiến quân PKK cho đến ngày Thứ Tư đã lên tới 230 người, theo nguồn tin quân đội Thổ. Phía chính phủ có 24 người tử thương. Nguồn tin quân sự cũng cho biết có ba dân vệ giữ làng cũng đã thiệt mạng kể từ khi có cuộc hành quân khởi sự hồi tuần trước.
Chính phủ Iraq đã lên tiếng đòi hỏi phía Thổ phải ngay lập tức chấm dứt cuộc hành quân. Tuy nhiên Thổ Nhĩ Kỳ lại nói rằng họ sẽ tiếp tục chiến dịch cho đến khi nào hoàn thành mục tiêu của mình.
Bộ trưởng Quốc phòng Hoa Kỳ, ông Robert Gates, trước khi đến Thổ Nhĩ Kỳ vào trưa ngày Thứ Tư, tuyên bố tại Ấn Độ rằng ông sẽ nói với giới lãnh đạo Thổ là họ phải chấm dứt cuộc hành quân ở vùng bắc Iraq và không nên vượt quá thời hạn là một hay hai tuần.
Ông Gates cũng nói rằng ông sẽ yêu cầu Thổ Nhĩ Kỳ giải quyết một số than phiền của người thiểu số Kurd và chuyển từ biện pháp quân sự sang các biện pháp kinh tế và chính trị để giải quyết vấn đề hiện nay.
"Điều quan trọng cần phải lưu tâm là phía Thổ phải giới hạn cuộc hành quân càng ngắn càng tốt và rời khỏi nơi này. Họ phải để ý đến chủ quyền của Iraq," ông Gates cho biết.
Ông Gates nói tiếp: "Tôi đo lường sự nhanh chóng theo con số ngày, một hay hai tuần, chứ không phải mấy tháng."
Đây là lần đầu tiên ông Gates nói đến giới hạn thời gian cho cuộc hành quân vượt biên giới mà quân đội Thổ mở ra.

## Hoa Kỳ kêu gọi Thổ Nhĩ Kỳ kết thúc cuộc hành quân
Vào Thứ Năm 28 tháng 2, Tổng thống Hoa Kỳ George W. Bush đã thúc giục đồng minh Thổ Nhĩ Kỳ trong Tổ chức Minh ước Bắc Đại Tây Dương hãy nhanh chóng kết thúc cuộc tấn công.
Hoa Kỳ sợ rằng việc kéo dài cuộc hành quân của Thổ Nhĩ Kỳ sẽ phá hoại sự ổn định trong vùng, mặc dù Hoa Kỳ ủng hộ cố gắng của Ankara nhằm dẹp trừ PKK và đã cung cấp nhiều tin tình báo cho Thổ Nhĩ Kỳ.
"Thổ Nhĩ Kỳ cần hành động một cách nhanh chóng, hoàn thành mục tiêu của họ và rút ra," ông Bush nói tại một cuộc họp báo ở Nhà Trắng.
Những lời bình luận của ông được đưa ra ít lâu sau khi Bộ trưởng Quốc phòng Hoa Kỳ Robert Gates kết thúc một cuộc viếng thăm ngắn tới Ankara, nơi ông đã thất bại trong việc ràng buộc một thời điểm rút quân của Thổ Nhĩ Kỳ.
Trước khi tới Ankara, ông đã minh định rằng ông muốn sứ mạng sẽ ngắn - tính bằng ngày hoặc một hoặc hai tuần, không phải hàng tháng.
Tổng tham mưu trưởng của Thổ Nhĩ Kỳ, Tướng Yasar Buyukanit, tuyên bố: "Một thời gian ngắn là một ý niệm tương đối, có thể là một ngày hoặc một năm," theo trích dẫn của đài truyền hình Thổ Nhĩ Kỳ.
Chính phủ Hoa Kỳ đã chia sẻ tin tình báo với đồng minh quân sự chính trong vùng, phần lớn nhằm giúp chiến dịch không kích của Thổ Nhĩ Kỳ để tiêu diệt các sào huyệt của PKK. Nếu Ankara không đáp ứng lời kêu gọi của Washington để hoàn tất cuộc hành quân một cách nhanh chóng, Hoa Kỳ có thể giảm bớt hoặc cắt đứt nguồn cung cấp tin tình báo đó.
Bộ trưởng quốc phòng của Thổ Nhĩ Kỳ nói rằng các binh sĩ, đang chiến đấu trong thời tiết băng giá của Mùa Đông, sẽ ở lại Iraq cho tới khi còn cần thiết để hoàn thành mục tiêu của họ nhằm chấm dứt mối đe dọa của PKK xuất phát từ Iraq.
Người Iraq sắc tộc Kurd, từ lâu vẫn nghi nghi ngờ Thổ Nhĩ Kỳ láng giềng, sợ rằng Ankara đang tìm cách phá hoại nền tự trị của vùng bán tự trị giàu tài nguyên dầu hỏa của họ ở miền bắc Iraq. Ankara nói họ chỉ muốn chấm dứt sự khủng bố.
Các nhà lãnh đạo Thổ Nhĩ Kỳ đã gặp áp lực ngày càng tăng trong nước đòi hỏi họ dẹp trừ khoảng 3.000 thành viên PKK.
Ankara nó họ đang mở một cuộc chiến tranh có chính nghĩa chống lại nhóm mà họ và Hoa Kỳ mô tả như một tổ chức khủng bố.
Vào Thứ Tư 27 tháng 2, quyền Thủ tướng Iraq Barham Saleh nói một cuộc hành quân kéo dài của Thổ Nhĩ Kỳ sẽ đưa tới những hậu quả thảm khốc cho vùng này và ông đã lập lại đòi hỏi của Bagdad rằng cuộc xâm nhập phải chấm dứt.

## Thổ rút quân
Hôm Thứ Sáu 29 tháng 2, Thổ Nhĩ Kỳ đã rút các binh sĩ của họ ra khỏi miền bắc Iraq, kết thúc một cuộc tấn công lớn chống lại các loạn quân PKK người Kurd.
Một bản tuyên bố của bộ tổng tham mưu của quân lực Thổ Nhĩ Kỳ đã phủ nhận bất cứ ảnh hưởng nào của nước ngoài đối với quyết định, diễn ra một ngày sau khi tổng thống George W. Bush của Hoa Kỳ thúc giục nhanh chóng kết thúc cuộc tấn công.
Quân đội Thổ Nhĩ Kỳ nói họ đã giết chết 240 loạn quân trong tám ngày tấn công trên bộ và bị thiệt hại 27 binh sĩ. PKK nói họ đã giết chết hơn 130 binh sĩ Thổ Nhĩ Kỳ nhưng chỉ có năm loạn quân thiệt mạng.